# 1-й кінно-козацький Бузький полк
1-й кінно-козацький Бузький полк — підрозділ Армії Української Держави, що входив у склад 1-ї кінної дивізії.

## Історія
Формувався з кадрів 9-го уланського Бузького полку російської армії, який виводить свою історію з Бузького козацького полку, створеного з мешканців Південної України у 1785 році. До 1914 року полк розташовувався у Білій Церкві, переважно комплектувався українцями. У грудні 1917 року полк було українізовано та невдовзі перейменовано на 9-й Сердюцький кінно-козачий полк. 18 січня 1918 року полк повернувся до Білої Церкви, де протягом найближчих днів був цілком демобілізований. Від нього залишився тільки офіцерський кадр, який у березні 1918 року був зарахований до складу Армії УНР.

### У складі армії Української Держави
20 червня 1918 року полк було перейменовано на 1-й кінно-козачий Бузький полк. 16 листопада 1918 року кадри 1-го кінно-козачого Бузького полку, що складався лише з 20 офіцерів та козаків було роззброєно повсталими проти Гетьмана П. П. Скоропадського Окремим загоном січових стрільців. Старшини, що висловили бажання служити в армії Директорії, було призначено до кінноти січових стрільців, інші — розпущено по домівках.

### Спроба відродження підрозділу
У січні 1919 року штаб Дієвої армії УНР здійснив спробу відродити полк та навіть призначив нового командира — полковника Кравченка, але на цьому справа формування полку зупинилась.

## Командування
- полковник Іван Стеценко (червень 1918)
- полковник Сергій Білогрудов